# Matthew Fontaine Maury
Matthew Fontaine Maury (Fredericksburg, 14 gennaio 1806 – Lexington, 1º febbraio 1873) è stato un meteorologo e oceanografo statunitense.

## Biografia
Iniziò la carriera nella marina americana nel 1825. In seguito a un incidente avvenuto nel 1839, divenne claudicante, ed essendo considerato inadatto al servizio attivo nel 1842 fu messo a capo del Depot of Charts and Instruments della marina, dove iniziò la sua opera come oceanografo.
A carriera avanzata, quattro paesi europei gli conferirono il cavalierato e da altri otto, compresa la Santa Sede, fu insignito di una medaglia al valore. Durante la guerra di secessione americana si congedò dalla marina, che era unionista, e lavorò come spia della Confederazione in Inghilterra.
Dal 1868 fu professore di meteorologia alla Scuola militare della Virginia. Soprintendente nello U.S. National Observatory organizzò osservazioni sinottiche di grandezze oceanografiche (temperature superficiali e correnti) e meteorologiche connesse (venti), facendole rilevare sulle rotte delle navi statunitensi.

## Contributi scientifici
All'epoca dell'entrata in marina di Maury e delle sue prime esperienze come navigatore, le navi usavano seguire rotte tramandate per tradizione piuttosto che affrontare zone ignote e considerate pertanto rischiose dei mari. Come sovrintendente del Depot of Charts and Instruments Maury raccolse il materiale a disposizione negli archivi della marina comprendente registri, mappe e carte nautiche e libri di bordo delle passate navigazioni. In essi trovò informazioni fino ad allora non messe in correlazione fra loro relativamente ai venti, le correnti e le condizioni atmosferiche. Grazie a tale lavoro di aggregazione dei dati, riuscì a creare un nuovo tipo di carta nautica in cui l'Atlantico venne suddiviso in riquadri di cinque gradi di longitudine e di latitudine, in ognuno dei quali vennero registrate le condizioni utili alla navigazione nei vari mesi dell'anno, rendendo possibile stabilire nuove rotte sicure.
Allo scopo di ottenere ulteriori informazioni in base alle quali progredire nel lavoro, Maury creò anche una forma standard di registrazione dei dati di navigazione, che fu utilizzata da tutta la marina americana. Ottenne la collaborazione dei mercantili mettendo a disposizione le nuove carte nautiche in cambio dei diari di bordo. Infine, escogitò un metodo di rilevazione di nuovi dati grazie a bottiglie che i comandanti lasciavano in acqua a intervalli regolari, contenenti un biglietto con informazioni su posizione, periodo dell'anno, venti e correnti. Le bottiglie venivano recuperate durante la navigazione, fornendo dati sui percorsi e la velocità delle correnti. Alla fine della sua vita, Maury aveva creato il sistema di rotte che è sostanzialmente rimasto in uso per tutto il XX secolo.
Il suo lavoro fu anche alla base della posa del primo cavo telegrafico transatlantico, e il suo metodo trovò delle applicazioni anche in astronomia quando, dopo la scoperta del pianeta Nettuno, contribuì a identificarne l'orbita utilizzando i riferimenti erronei del passato, in cui veniva classificato come stella.

## Opere
- "Wind and Current Chart of the North Atlantic" (Carta dei venti e delle correnti del nord Atlantico), del 1847, nella quale fornisce per la prima volta un quadro completo delle correnti superficiali dell'Atlantico e dell'effetto del vento sulla circolazione.
- "Explanations and Sailing Directions to Accompany the Wind and Current Charts" (Spiegazioni e istruzioni per la navigazione, in aggiunta alle carte dei venti e delle correnti), del 1858-1959, è l'applicazione pratica di tali ricerche.
- "The Physical Geography of the Sea" (La geografia fisica del mare), del 1855, opera fondamentale che lo annovera tra i primi trattatisti moderni di oceanografia, di cui è considerato, almeno negli Stati Uniti, il fondatore.
- Compilò la prima carta delle isoterme superficiali dell'Atlantico e compì numerose determinazioni di profondità con apparecchi appositamente costruiti.